# Sérgio Pinto
Sérgio Ricardo da Silva Pinto (Vila Nova de Gaia, 16 oktober 1980) is een Portugees-Duits voormalig professioneel voetballer die doorgaans als middenvelder speelde. Zijn laatste club was Fortuna Düsseldorf, waarvoor hij tussen 2014 en 2016 uitkwam.

## Carrière
Pinto speelde in de jeugdopleiding van FC Porto, maar in 1993 verhuisden zijn ouders naar Duitsland, waar hij ging spelen voor TuS Haltern. In 1995 stapte de middenvelder over naar FC Schalke 04. Bij die club brak hij in 1999 door in het eerste elftal. Op 11 september van dat jaar debuteerde hij tijdens een 3-2 nederlaag op bezoek bij Bayer 04 Leverkusen. Hij speelde echter zij meeste duels bij de reserves. In 2004 vertrok de middenvelder naar Alemannia Aachen, waar hij speelde onder coach Dieter Hecking. Diezelfde Hecking haalde hem drie jaar later naar Hannover 96, waar hij in zes jaar tijd 160 competitiewedstrijden speelde. In de zomer van 2013 besloot Pinto zijn contract niet te verlengen en over te stappen naar Levante UD. Een jaar later keerde hij terug naar Duitsland, waar hij ging spelen voor Fortuna Düsseldorf. Hier verbleef hij twee seizoenen, voor hij zijn schoenen aan de wilgen hing.